# Augsburg-Antonsviertel
Das Augsburger Antonsviertel ist ein Stadtteil von Augsburg. Es ist der 14. von 42 Augsburger Stadtbezirken und gleichzeitig der X. von XVII. Augsburger Planungsräumen. Benannt ist das Antonsviertel nach der katholischen Pfarrkirche St. Anton. Diese wurde von 1924 bis 1927 erbaut und fällt durch ihre Klinkersteinfassade auf. Das Antonsviertel hat eine Fläche von rund 1,58 km² mit etwa 6.200 Einwohnern und ist damit der zwölftkleinste Augsburger Stadtbezirk.
Das Antonsviertel wird von folgenden Stadtbezirken begrenzt: 
- im Nordwesten durch das Rosenau- und Thelottviertel
- im Nordosten durch das Bahnhofs-, Bismarckviertel
- im Südwesten durch „Göggingen – Nordwest“
- im Süden durch „Göggingen – Nordost“
- im Südosten durch das Hochfeld

Vom Augsburger Zentrum, dem Königsplatz, ist das Antonsviertel zwei Straßenbahnhaltestellen entfernt. An der Kreuzung von Eichleitner- und Memminger Straße befindet sich die geographische Mitte Augsburgs.

## Kirchen und Religionsgemeinschaften

### Katholische Kirchen
- St. Anton

## Vereine
- Shotokan-Karate-Dojo Augsburg e. V.
- Sportverein Reha Augsburg e. V.
- Turnverein Augsburg 1847 e. V.

## Sehenswürdigkeiten
- der Augsburger Hotelturm
- die Augsburger Kongresshalle
- die Erhard-Wunderlich-Sporthalle
- das Rosenaustadion
- der Wittelsbacher Park
- die Pfarrkirche St. Anton

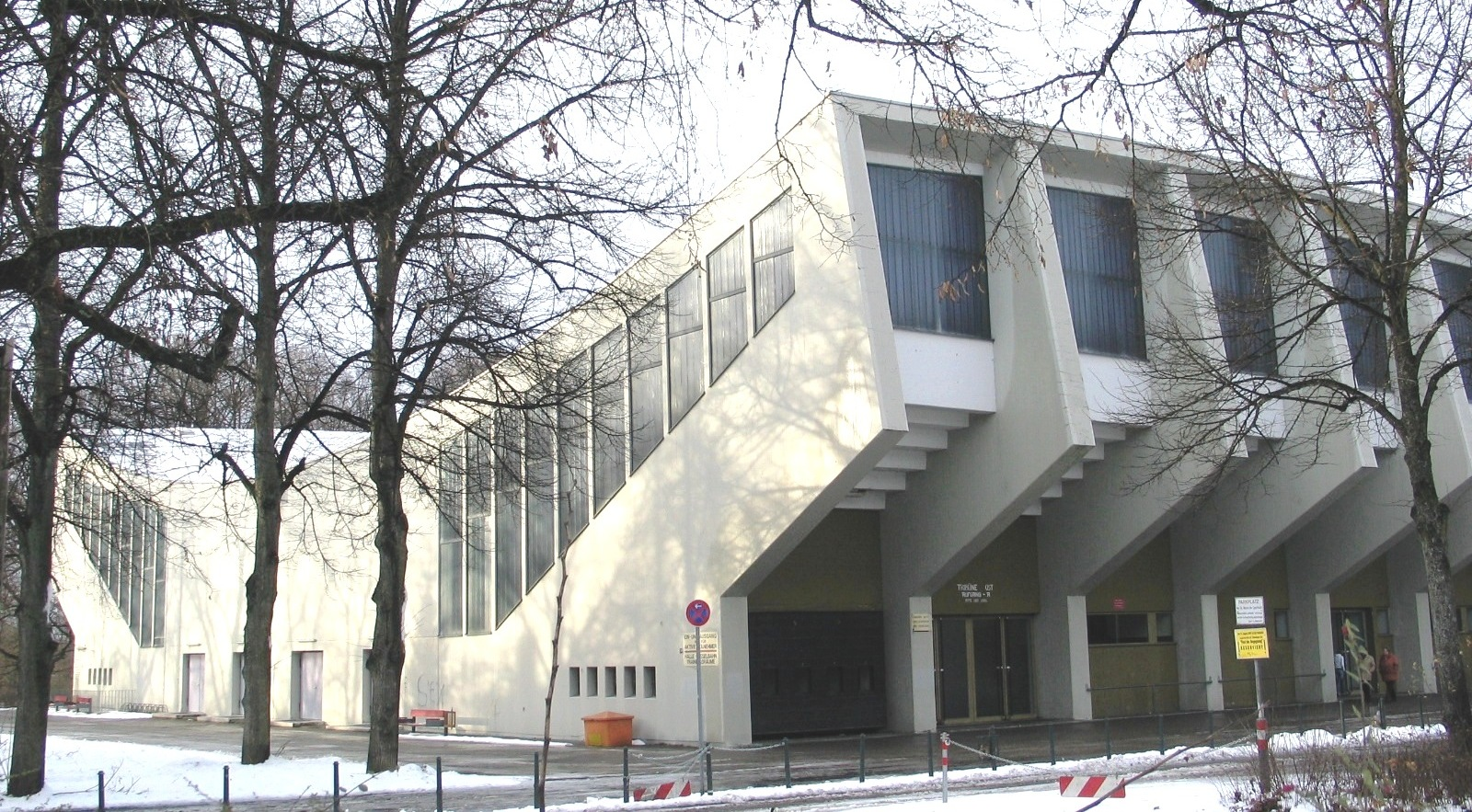
Die Erhard-Wunderlich-Sporthalle
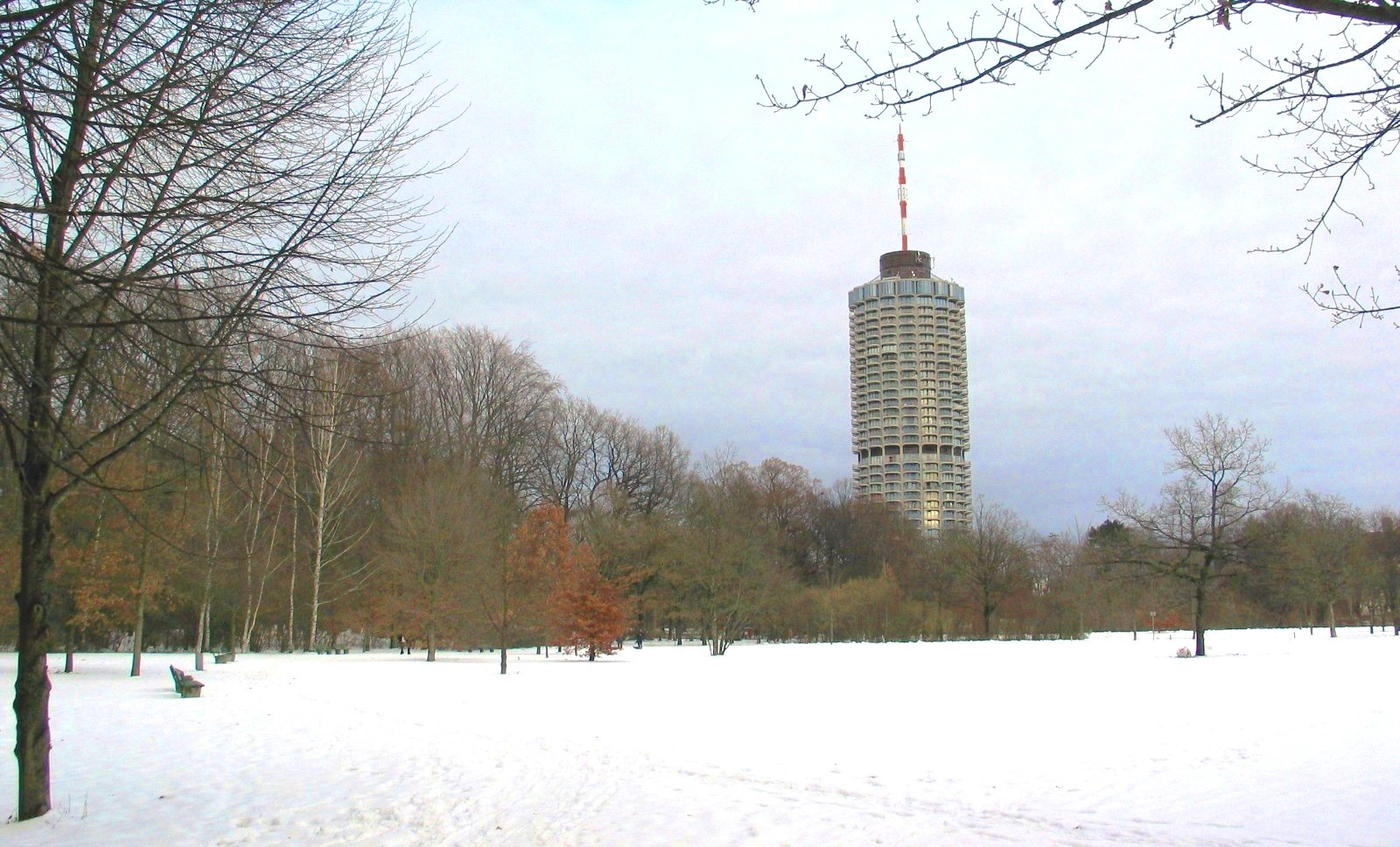
Antonsviertel: Wittelsbacher Park und Hotelturm